# Uzunyurt, Fethiye
Uzunyurt là một xã thuộc huyện Fethiye, tỉnh Muğla, Thổ Nhĩ Kỳ. Dân số thời điểm năm 2011 là 482 người.